# Com caçar un monstre
Com caçar un monstre és una sèrie documental de l'any 2024 escrita, dirigida i presentada per Carles Tamayo, amb la producció i escriptura també de Ramón Campos i amb el suport d'Amazon Studios i Bambú Producciones. Al llarg de tres capítols s'explica el dia a dia de Lluís Gros, condemnat a més de 20 anys de presó per abusos sexuals a menors en diverses ocasions.

## Argument
La sèrie documental comença el desembre de 2021, quan Lluís Gros, conegut de la infància de Carles Tamayo, ja que era l'home que s'encarregava del cinema local La Calàndria, li truca afirmant-li que és innocent i li demana a Tamayo que investigui el seu cas per netejar la seva imatge. Lluís Gros, qui solia projectar al cinema els curtmetratges de Tamayo de quan aquest era un nen, havia sigut condemnat a 24 anys de presó per abusos sexuals a menors d'edat.
A l'inici de la sèrie documental Lluís Gros demana al youtuber i cineasta Carles Tamayo que realitzi un documental de la seva vida per a netejar la seva imatge després de la seva condemna a més de vint anys de presó per abusos sexuals a menors. Carles accedeix pensant que Gros tindrà l'oportunitat de demanar perdó a les víctimes, però un cop queda amb ell acaba veient que Lluís no té cap remordiment de què ha fet, que no té cap intenció de disculpar-se, que segueix en llibertat i contactant per telèfon amb menors, i a més té un pla ordit per evadir el possible rescabalament econòmic pel dany produït a les víctimes. Així que Carles Tamayo tractarà d’esbrinar per què continua impune i què és el que fa en el seu dia a dia per eludir la justícia.
Carles i Lluís passen mesos quedant per conversar i poder mostrar el dia a dia de la vida de Lluís Gros. Tamayo juntament amb el seu equip fa alhora el seguiment i investigació exhaustiva de recerca sobre les pistes de possibles més casos d'abusos sexuals que es van descobrint convivint amb Lluís Gros, tal com amb fotografies que el mateix Lluís deixa a Carles, i amb declaracions tant de Lluís com de víctimes dels abusos sexuals que s'encaren amb el seu agressor exigint-li que demani disculpes pel que els va fer quan eren menors. Carles Tamayo descobreix molts altres crims de Gros i això el motivarà a prosseguir amb la sèrie documental fins que es faci justícia, narrant una història de com l'ego d'un criminal condemnat acaba sent la seva perdició, accelerant el seu desenllaç a mesura que es descobreix també un pla de fuga de Lluís Gros i els seus estratagemes per no pagar cap indemnització econòmica a les víctimes.
A més a més dels testimonis, al llarg de la sèrie es pot veure a Lluís Gros trucant a menors d'edat i provant d'introduir temes explícitament sexuals a les converses amb aquests. Fins i tot davant de les càmeres prova de contactar amb una empresa anomenada Eliminalia que li denegarà l'encàrrec d'eliminar el rastre digital del seu cas i les notícies sobre la seva condemna per abusos sexuals a menors. Tamayo seguirà descobrint nous casos no jutjats més enllà dels anys 2007 i 2011, amb testimonis que arribaran fins a l'any 1975 en una mena de casa de colònies on Lluís Gros afirmava treballar a Sant Just Desvern. Finalment, la detenció de Lluís Gros es produirà el 19 de maig de 2022, quan els Mossos d’Esquadra l'aconseguiran localitzar en plena fuga a Barcelona a l'edat de 76 anys.

## Producció
El documental mostra des de bon principi com Lluís Gros és un condemnat per abusos contra menors d'edat, i els dos guionistes de la sèrie Lluís Campos i Carles Tamayo no volgueren deixar cap mena de marge de dubte ni d'especulació sobre el cas. La seva intenció, en canvi, era mostrar perquè el sistema havia fallat tant en detectar els nombrosos casos d'abusos sexuals de Lluís Gros contra menors com també en l'ingrés a presó d'aquest de forma immediata un cop sentenciat. Sobretot mostrant les diverses estratègies de Lluís Gros al·legant suposades afeccions mèdiques com una hidrocefàlia, o obrint comptes corrents amb un apoderat per així presumptament poder desviar els ingressos bancaris i que aquests no li fossin embargats en un possible intent de fuga de la justícia. Lluís Gros al llarg de la gravació del documental i en primer pla fins i tot nega nombroses vegades els fets pels quals ha estat condemnat, s'encara amb les víctimes negant-los qualsevol remordiment ni sentiment de culpa, i es mostra a casa seva de forma distesa trucant a menors d'edat per compartir-hi bromes sexualment explícites, explicant acudits sobre violacions en els trajectes amb cotxe amb Tamayo, o enfocant amb el mòbil a menors d'edat en un centre comercial després d'una sessió de cinema.